# Oreopsyche albella
Oreopsyche albella är en fjärilsart som beskrevs av Johann Wilhelm Meigen 1832. Oreopsyche albella ingår i släktet Oreopsyche och familjen säckspinnare. Inga underarter finns listade i Catalogue of Life.